# Renato Riggio
Renato "El Tano" Riggio (Salta, Argentina, 14 de abril de 1978) es un exfutbolista argentino que se desempeñaba como mediocampista. Actualmente es entrenador.
Es recordado por haber metido el gol de oro en la definición del campeonato de Primera B Nacional 2003-04 que enfrentaba a su club, Instituto de Córdoba, que había ganado el Apertura, contra el Club Almagro, que había hecho lo propio en el Clausura.

## Clubes
| Club                               | País      | Año       |
| ---------------------------------- | --------- | --------- |
| Gimnasia y Tiro de Salta           | Argentina | 1997-2000 |
| Unión Española                     | Chile     | 2001-2002 |
| Centro Juventud Antoniana          | Argentina | 2002-2003 |
| Instituto Atlético Central Córdoba | Argentina | 2003-2004 |
| Club Atlético Independiente        | Argentina | 2004-2005 |
| Club Olimpo                        | Argentina | 2005      |
| San Martín de San Juan             | Argentina | 2006      |
| Central Norte de Salta             | Argentina | 2007      |
| Instituto Atlético Central Córdoba | Argentina | 2007      |
| Club Jorge Wilstermann             | Bolivia   | 2008      |
| Gimnasia y Tiro de Salta           | Argentina | 2009-2010 |
| Club Atlético Alumni               | Argentina | 2011-2012 |

## Palmarés

### Torneos locales
| Título                           | Club                               | País      | Año     |
| -------------------------------- | ---------------------------------- | --------- | ------- |
| Campeonato de Primera B Nacional | Instituto Atlético Central Córdoba | Argentina | 2003/04 |